# Универсидад Сесар Вальехо
«Универсида́д Се́сар Валье́хо» (исп. Universidad César Vallejo Club de Fútbol) — перуанский футбольный клуб из города Трухильо. В настоящий момент выступает в Примера дивизионе, сильнейшем дивизионе страны.

## История
Команда была основана 6 января 1996 года, первые годы своего существования выступал в региональных лигах города Трухильо. В 2001 году дошёл до финала кубка Перу, победа в котором даёт право выступать в «Примере», но в решающем матче уступил клубу «Коронель Болоньеси».
Спустя два года, в 2003 году «Универсидад» вновь вышел в финал Кубка Перу и на этот раз победил клуб «Депортиво Эдукасьон» и благодаря этому успеху получил право на следующий сезон выступать в «Примере» Перу. После двух сезонов в «Примере» команда вылетела в «Сегунду», но проведя в ней так же лишь два сезона и победив во втором из них в 2007 году, клуб вернулся в высший дивизион.
Со времени своего второго появления в «Примере» «Универсидад» ежегодно улучшает свои результаты заняв соответственно с 2008 по 2010 годы, 7-е, 6-е и 5-е места. Шестое место в сезоне 2009 года позволило клубу в 2010 году выступить в Южноамериканском кубке, но там в первом же круге он проиграл с общим счётом 2:5 эквадорской «Барселоне». Всего команда по три раза участвовала в Кубке Либертадорес и Южноамериканском кубке.
Домашние матчи команда проводит на стадионе «Мансиче», вмещающем 25 000 зрителей.

## Достижения
- Третий призёр чемпионата Перу (3): 2012, 2015, 2020
- Обладатель Кубка Перу (аналог второго дивизиона) (1): 2003
- Финалист Кубка Перу (1): 2001
- Победитель Второго дивизиона Перу (2): 2007, 2017, 2018

## Сезоны по дивизионам
- Примера (13): 2004, 2005, 2008—2016, с 2019
- Сегунда (2): 2006, 2007, 2017, 2018

## Участие в международных турнирах
- Кубок Либертадорес (4): 2013, 2016, 2021, 2021
- Южноамериканский кубок (3): 2010, 2011, 2014

## Форма

### Домашняя
| 2011 | 2012 | 2013 | 2014 | 2015 | 2016 | 2017 | 2018 | 2019 | 2020 | 2021 |
| 2022 | 2023 | 2024 |      |      |      |      |      |      |      |      |

### Гостевая
| 2011 | 2012 | 2013 | 2014 | 2015 | 2016 | 2017 | 2018 | 2019 | 2020 | 2021 |
| 2022 | 2023 | 2024 |      |      |      |      |      |      |      |      |

### Резервная
| 2016 | 2021 | 2023 | 2024 |

Источники:,